# Bryonectria biseptata
Bryonectria biseptata är en svampart som först beskrevs av Döbbeler, och fick sitt nu gällande namn av Döbbeler 1998. Bryonectria biseptata ingår i släktet Bryonectria och familjen Bionectriaceae.   Inga underarter finns listade i Catalogue of Life.